# 赣州东站
赣州东站位于江西省赣州市章贡区水东镇，是京九铁路的一座火车站，等级为四等站，距北京西站1854公里，距常平站461公里，本站及相邻上下行区间均为电气化区段。车站建于1996年，现只办理货运，不办理客运业务。